# Cardio-lethwei

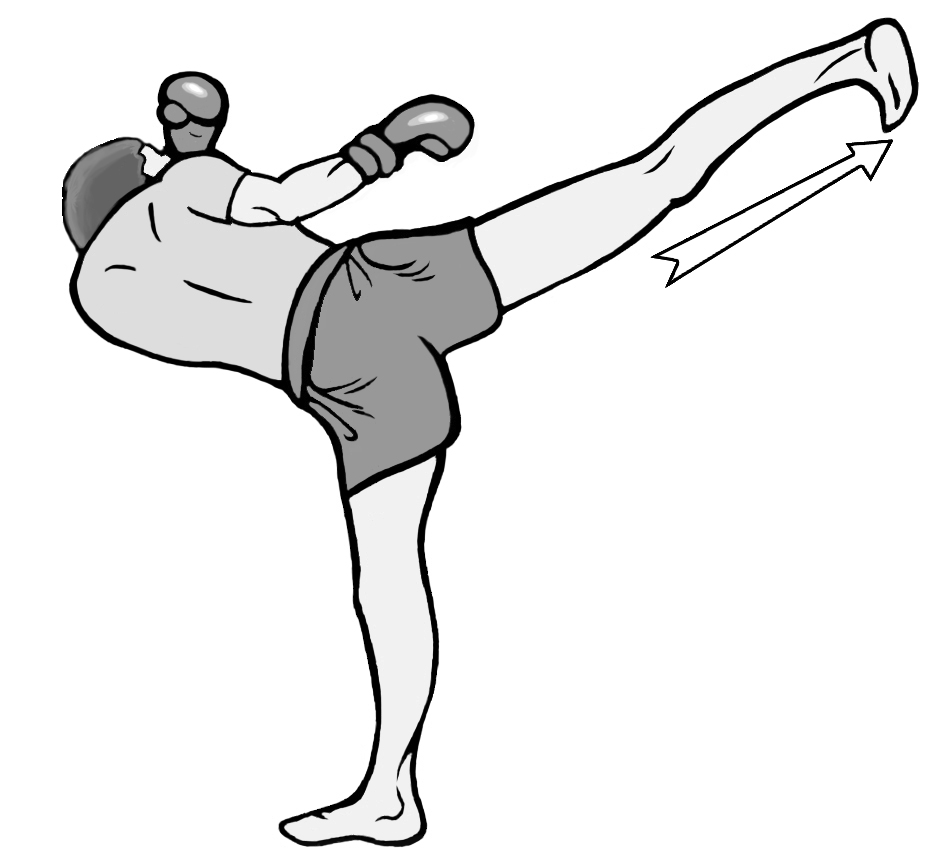
Séquence dans le vide : coup de pied latéral

 (octobre 2012).
 Le cardio-lethwei (États-Unis) est une forme de pratique moderne, axée sur la condition physique et le développement cardio-respiratoire (fitness). Il consiste à exécuter des techniques de lethwei dans le vide, en musique et chorégraphiées.